# Taar (Comic)
Taar (auch Ta-ar) ist die Heldenfigur der gleichnamigen französischen Fantasy-Comic-Serie, die 1976 vom Autor Claude Moliterni und Zeichner Jaime Brocal Remohi geschaffen wurde.

## Entstehung und Figuren
Nachdem Brocal bereits in den frühen 1970er Jahren den Fantasy-Helden Kronan (in Anlehnung an Conan) schuf,
entwarf er 1976 in Zusammenarbeit mit Moliterni den nun blonden Helden Taar. Dieser barbarische Kämpfer erinnert in seiner Gestalt sehr an den später (Anfang der 80er-Jahre) von Mattel entwickelten Charakter He-Man (in seiner frühen barbarischen Form, da ursprünglich eine Conan-Figuren-Reihe geplant war).

### Wiederkehrende Figuren
- Taar – Sohn von Kroon, dem Rebellen, nach dem Tod seines Vaters neuer Anführer und Beschützer von Auphiria.
- Prinzessin Khanala – Tochter von König Uist, dem Weisen, wird von Taar aus den Händen des Zauberers Kronok gerettet und erlebt danach verschiedene Abenteuer mit ihm.
- Stabbar – alter Weiser von Taars Stamm, er ist nach dem Tod von Taars Vater nun für dessen Erziehung verantwortlich und erteilt Taar mehrere Aufgaben, die es zu lösen gilt.

## Veröffentlichungen
Insgesamt umfasst die Serie dreizehn Bände, von denen zwölf im Dargaud-Verlag als Hardcover-Alben erschienen sind. Brocal beendete 1988 die Arbeit an der Serie, da er mit der Firmenpolitik von Dargaud nicht einverstanden war. Einen letzten Band begann Brocal 1989 zwar noch, dieser wurde jedoch erst 1998 zu Ende gestellt und auf Spanisch im Fantasia Heroica forum veröffentlicht.
Zehn Bände wurden in Deutschland in der Reihe Die großen Phantastic-Comics veröffentlicht (zusammen mit anderen Serien wie Storm und Warlord), welche als Softcover-Alben von 1980 bis 1987 in der Delta Verlagsgesellschaft in Stuttgart im Vertrieb des Ehapa Verlags erschien.
Neben der Übersetzung ins Deutsche wurde die Serie auch ins Flämische (Dargaud/Oberon), Spanische (13 Bände mit neuem Cover bei Fantasia Heroica forum), Portugiesische (6 Bände bei Meribérica), Englische (1 Band bei Gowarsons Comics), Hindi (2 Bände bei Gowarsons Comics/Madhumuskn Comics/Trishul Comics und später weitere bei OUP India) und ins Indonesische (Indira/Komik Lebar) übersetzt.

### Liste der Bände
| Band | Jahr | deutscher Titel                 | Phantastic-Nr. | Originaltitel                | ISBN          |
| ---- | ---- | ------------------------------- | -------------- | ---------------------------- | ------------- |
| 1    | 1976 | Der Rebell                      | 2              | Le rebelle                   | 2-205-00985-0 |
| 2    | 1977 | Das Licht des Lebens            | 5              | Le phare de la vie           | 2-205-01129-4 |
| 3    | 1977 | Die Herrscher der Höhlenwelt    | 8              | Les géants des eaux glauques | 2-205-01153-7 |
| 4    | 1979 | Der Traum des Magiers           | 11             | L'être de nulle part         | 2-205-01194-4 |
| 5    | 1979 | Festung des Schweigens          | 14             | La forteresse de silence     | 2-205-01575-3 |
| 6    | 1981 | Das Rätsel der goldenen Sanduhr | 17             | Le sablier d'or              | 2-205-01702-0 |
| 7    | 1981 | Die versunkene Stadt            | 20             | La cité engloutie            | 2-205-01908-2 |
| 8    | 1982 | Halsband des Todes              | 23             | Le collier de la mort        | 2-205-02243-1 |
| 9    | 1984 | Das magische Auge               | 33             | Le monde disparu             | 2-205-02509-0 |
| 10   | 1985 | Im Reich der Leere              | 49             | L'empire du vide             | 2-205-02760-3 |
| 11   | 1987 | Der Zirkel des Feuers           | -              | Le Cercle de feu             | 2-205-03312-3 |
| 12   | 1988 | In der Klemme                   | -              | L'étau                       | 2-205-03511-8 |
| 13   | 1998 | Der Abgrund vom Ende der Welt   | -              | El abismo del fin del mundo  | -             |